# Dècim Juni Torquat Silà
Dècim Juni Torquat Silà (en llatí Decimus Junius Torquatus Silanus) va ser un magistrat romà. Era fill probablement d'Appi Juni Silà. Formava part de la gens Júnia i era membre de la família dels Silà.
Va ser elegit cònsol en el regnat de Claudi l'any 53 juntament amb Quint Hateri Antoní. L'any 64 l'emperador Neró el va obligar a suïcidar-se per haver-se vantat de ser descendent d'August. Però per la seva mare, Emília Lèpida, realment descendia d'August.